# Субба, Говинда
Говинда Субба (непальск. गोविन्द सुब्बा; род. 18 января 1958, Дханкута, Коши, Непал) — непальский политический и государственный деятель, губернатор Коши (2018—2019).

## Биография
Родился 18 января 1958 года в районе Дханкута, Непал.
После прохождения обучения стал преподавать в Центре непальских и азиатских исследований Университета Трибхуван, а затем начал политическую карьеру, вступив в партию «Непальский конгресс».
19 января 2018 года президент Бидхья Деви Бхандари назначила его на пост первого губернатора провинции Коши, на котором он пробыл до 3 ноября 2019 года.